# Partij 18PLUS
Partij 18PLUS is een politieke partij die in 2003 is opgericht en sinds 2018 de grootste politieke partij in de gemeente Ridderkerk is. Na de gemeenteraadsverkiezingen van 2022 heeft Partij 18PLUS 7 van de 29 zetels in de gemeenteraad.
Daarnaast is Partij 18PLUS de grootste coalitiepartij en neemt de partij deel aan het B&W van de gemeente Ridderkerk en levert twee van de vijf wethouders.